# Eparchia di Novosibirsk

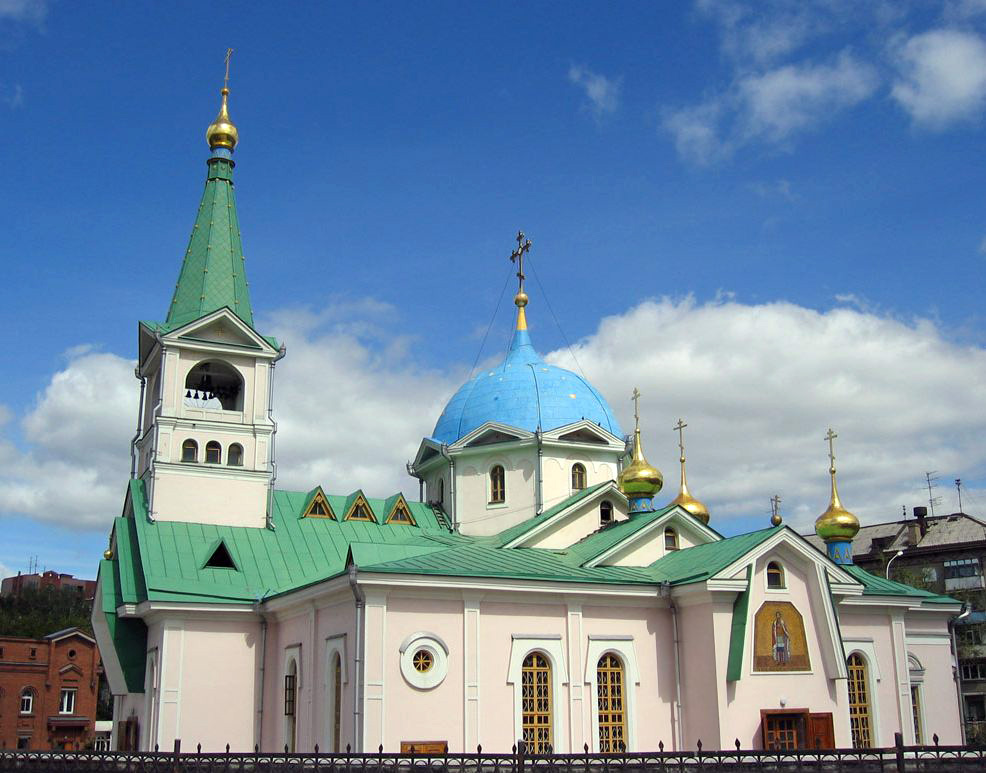
La cattedrale dell'Ascensione a Novosibirsk.

L'eparchia di Novosibirsk (in russo Новосибирская епархия?) è una diocesi della Chiesa ortodossa russa, appartenente alla metropolia di Novosibirsk.

## Territorio
L'eparchia comprende le città di Novosibirsk, Berdsk e Ob', l'insediamento di tipo urbano di Kol'covo e i rajon Kolyvanskij e Novosibirskij nell'oblast' di Novosibirsk nel circondario federale della Siberia.
Sede eparchiale è la città di Novosibirsk, dove si trova la cattedrale dell'Ascensione.
L'eparca ha il titolo ufficiale di «metropolita di Novosibirsk e di Berdsk».

## Storia
L'eparchia è stata eretta nel 1924 ricavandone il territorio dall'eparchia di Tomsk. Durante il regime sovietico l'eparchia accorpò anche il territorio di Tomsk. Nel 1990, 1994, 1995 e 1997 cedette porzioni di territorio a vantaggio dell'erezione rispettivamente delle eparchie di Krasnojarsk, Barnaul, Abakan e di Tomsk.
Per decisione del Santo Sinodo della Chiesa ortodossa russa, il 28 dicembre 2011 ha ceduto porzioni del suo territorio per l'erezione delle eparchie di Iskitim, Karasuk e Kainsk e contestualmente è entrata a far parte della metropolia di Novosibirsk.